# Sinopimoa
Sinopimoa is een geslacht van spinnen uit de familie Sinopimoidae.

## Soorten
Het geslacht kent de volgende soort:
- Sinopimoa bicolor Li & Wunderlich, 2008